# Орден Дружби народів (Афганістан)
Орден Дружби народів - державна нагорода Демократичної Республіки Афганістан.

## Історія
Орден заснований 24 грудня 1980 року. Після розпаду Демократичної Республіки Афганістан у 1992 році орден припинив своє існування.

## Положення
Критерії до нагородження:
- видатна праця в справі пропаганди і зміцнення братньої дружби всіх племен і народностей Афганістану;
- досягнення у праці, спрямованій на зростання і зміцнення національної економіки ДРА; за відмінну службу в державному і національному будівництві;
- заслуги в політичному розвитку, збагаченні і взаємному культурному обміні племен і народностей Афганістану, за активну участь у вихованні громадян в дусі дружби і пролетарського інтернаціоналізму і відданості Батьківщині;
- заслуги в справі зміцнення оборонної могутності ДРА;
- заслуги в справі зміцнення дружби народів.

## Опис знака
Орден «Дружба народів» виготовлявся зі срібла. Це п'ятикутна зірка, у проміжках між променями зірки розташовані п'ять опуклих позолочених променів. У центрі ордена знаходиться зображення земної кулі, ділянки суші якої позолочені, а моря покриті блакитною емаллю. Над земною кулею знаходиться зірка. Зображення кулі і зірки оточене білою емалевою стрічкою, на бічних сторонах якої розташовані зображення колосків. У верхній частині стрічки — напис "Демократична Республіка Афганістан ", у нижній — «Дружба народів»
За допомогою вушка і кільця орден з'єднується з прямокутної колодкою, що має зверху і знизу поздовжні прорізи, через які внутрішня частина колодки покрита шовковою муаровою стрічкою червоного кольору. Ширина стрічки 24 мм. На зворотному боці ордена вибивався номер. Однак зустрічаються екземпляри без номера.